# Ез-Зухур
Ез-Зухур — місто в Тунісі. Входить до складу вілаєту Сус. Станом на 2004 рік тут проживало 11 669 осіб.